# MISD
|               | 단일 명령어 | 복수 명령어 |
| ------------- | ----------- | ----------- |
| 단일 자료     | SISD        | MISD        |
| 복수 자료     | SIMD        | MIMD        |
| v • d • e • h |             |             |

복수명령-단일자료(영어: MISD, Multiple Instruction, Single Data )은 전산에서 각기 다른 명령어를 처리하는 처리부 여러개가 동일한 데이터를 처리하는 병렬 컴퓨팅 아키텍처를 일컫는 용어이다. 파이프라인 아키텍처는 이 부류에 속한다고 할 수 있다. 처리 오류를 발견하고 막기위해서 동일한 명령어를 중복해서 실행하는 무정지 컴퓨터도 이 부류에 속한다. 많이 사용되는 아키텍처는 아니며 일반적으로 MIMD나 SIMD가 더 많이 사용된다.